# بنی ولبان
بنی ولبان (به عربی: بنی ولبان) یک شهرداری در الجزایر است که در استان سکیکده واقع شده‌است.